# Předslav
Předslav är en ort i Tjeckien.   Den ligger i regionen Plzeň, i den västra delen av landet, 100 km sydväst om huvudstaden Prag. Předslav ligger 414 meter över havet och antalet invånare är 697.
Terrängen runt Předslav är platt norrut, men söderut är den kuperad.Runt Předslav är det ganska glesbefolkat, med 27 invånare per kvadratkilometer. Närmaste större samhälle är Klatovy, 7,2 km sydväst om Předslav. I omgivningarna runt Předslav växer i huvudsak blandskog.